# Erich Wöllwarth

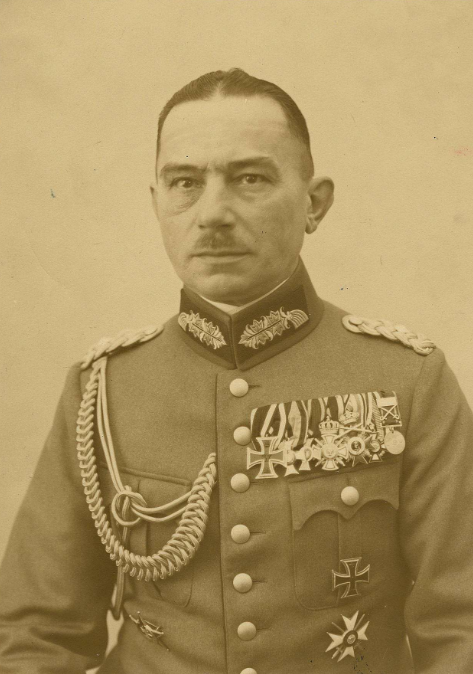
Erich Wöllwarth als Generalleutnant der Reichswehr

Erich Wöllwarth (* 29. April 1872 in Straßburg; † 1951 in Grafenau) war ein deutscher Offizier, der zuletzt den Rang eines Generals der Infanterie innehatte.

## Leben
Erich Wöllwarth besuchte mehrere Kadettenanstalten, bevor er 1890 als Fähnrich in die Württembergische Armee eintrat. 1891 erhielt er das Patent zum Leutnant und wurde Bataillonsadjutant. 1905 wurde er zum Hauptmann befördert und zum Generalstab des Heeres nach Berlin versetzt. Zwei Jahre später wurde Wöllwarth Kompaniechef des in Stuttgart stationierten im Infanterie-Regiment „Kaiser Friedrich, König von Preußen“ (7. Württembergisches) Nr. 125. 1910 wurde Wöllwarth zum Major befördert und nahm als solcher am Ersten Weltkrieg im Stab verschiedener Divisionen teil. 1916 erhielt er die Beförderung zum Oberstleutnant und wurde mit beiden Klassen des Eisernen Kreuzes ausgezeichnet.

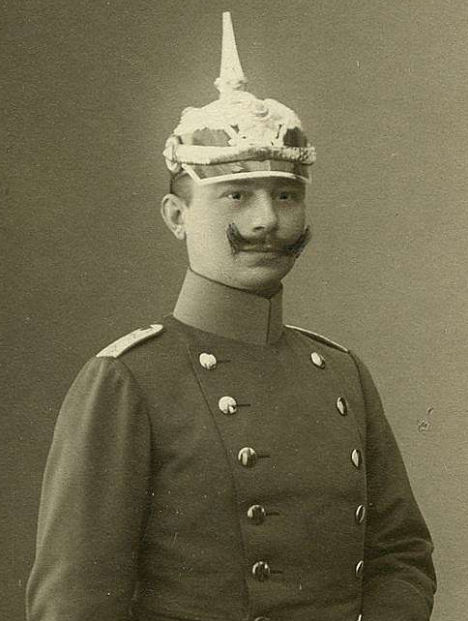
Wöllwarth als Hauptmann des Deutschen Heeres (1905)

Nach dem Krieg wurde Wöllwarth in die Reichswehr übernommen, zum Chef des Stabes des Wehrkreiskommandos V ernannt und zum Oberst befördert. Von 1921 bis 1922 war Wöllwarth Kommandeur des 15. Infanterie-Regiments. Danach wurde er Chef des Generalstabes des Gruppenkommandos 2, als solcher er 1923 zum Generalmajor befördert wurde. Am 1. Februar 1924 wurde Wöllwarth von diesem Posten durch Alfred von Vollard-Bockelberg abgelöst. 1925 zum Infanterieführer V ernannt, wurde er kurz darauf zum Generalleutnant befördert und im Jahr darauf als Kommandeur zur 4. Division versetzt. Somit war er auch gleichzeitig Kommandeur des Wehrkreises IV (Dresden). Dieses Kommando gab er 1929 ab und wurde mit dem Charakter eines Generals der Infanterie in den Ruhestand versetzt.
1939 wurde Wöllwarth reaktiviert und im Jahr darauf erneut zum Kommandeur des Wehrkreises IV ernannt. Am 30. April 1942 wurde er endgültig aus der Armee verabschiedet und erhielt nachträglich das Deutsche Kreuz in Silber. Nach dem Bombenangriff auf Dresden zog er zurück nach Württemberg, wo er in einer selbst gebauten Hütte in der Gemeinde Döffingen lebte und einen Briefwechsel mit dem Generalleutnant Hans von Donat pflegte. 

„In den Köpfen der Zwanzig- bis Vierzigjährigen ist viel Nazigeist hängen geblieben. Man kann oft hören, unter Hitler gab es keine Arbeitslosen. Warum es damals keine Arbeitslosen gab, darüber machen sie sich keine Gedanken, sind auch für Aufklärung unzugänglich. Diese, in allen Schichten vorhandenen, Unbelehrbaren jubeln einem radikalnationalen Führer zu, wie das französische Volk 1814 dem gelandeten Napoleon.“

Wöllwarth verstarb im Frühjahr 1951 im Alter von 78 Jahren.